# 馬毓寶 (回族)
马毓宝（1894年—1918年9月2日），字善楚，云南昆明人。曾在法国军营服役。1917年8月14日，北洋政府宣布参加第一次世界大战，马毓宝前往欧洲参战，1918年9月2日，在法国阿姆中弹身亡。葬于埃纳河畔维克。